# アナ・マリア・ポペスク
アナ・マリア・ポペスク（Ana Maria Popescu、旧登録名:アナ・マリア・ブランザ（Ana Maria Brânză）、1984年11月26日 - ）は、ルーマニアの女子フェンシング選手。種目はエペ。2016年リオデジャネイロオリンピック金メダリスト、2020年東京オリンピック銀メダリスト。

## 概要
2018年に水球選手であるパベル・ポペスクと結婚した。また、競技のため名前を変更し、現在の名前となった。